# Boophis viridis
A Boophis viridis a kétéltűek (Amphibia) osztályába, a békák (Anura) rendjébe és az aranybékafélék (Mantellidae) családjába tartozó faj.

## Előfordulása
Madagaszkár endemikus faja. A sziget keleti részén húzódó hegységekben, a Masoala-félsziget és a Kalambatritra természetvédelmi terület között, 350–1000 m-es tengerszint feletti magasságig honos.

## Megjelenése
Közepes méretű békafaj. A hímek hossza 29–30 mm, a nőstényeké 32–35 mm. Háta sima, zöld színű, melyet néha vöröses pettyek tarkítanak. Képesek színűket megváltoztatni, ilyenkor vörösesbarna színűek. Íriszük külső és belső része kék.
A hímek éjszaka hallatják hangjukat a föld felett 1-2 m magasságból, viszonylag lassú folyású patakok mellett a növényzetre felmászva. Egy megfigyelt pár 154 sötétbarna petét rakott le. Szaporodása patakokban történik.

## Természetvédelmi helyzete
Elterjedési területe jelentős méretű, populációja nagy, élőhelyének változásait jól tűri. Számos védett területen megtalálható.